# Девід Сильвіан
Девід Сильвіан (англ. David Sylvian; нар. 23 лютого 1958) — англійський музикант, співак і автор пісень, який став відомим наприкінці 1970-х років як фронтмен і головний автор пісень гурту Japan. Андрогінний зовнішній вигляд і все більш електронне звучання гурту зробили їх важливим фактором впливу на новоромантичну сцену Великої Британії початку 1980-х років.
Після їхнього розпаду Сильвіан розпочав сольну кар'єру, випустивши дебютний альбом Brilliant Trees (1984). Його сольна творчість була описана AllMusic як «далекосяжна та езотерична» і включала співпрацю з такими артистами, як Рюіті Сакамото, Роберт Фріпп, Хольгер Чукай, Джон Гасселл, Білл Нельсон та Феннес.
Якщо його записи 1980-х і 1990-х років були сумішшю поп-музики, джазового ф'южну і авангардного експериментаторства, змішаного з ембієнтом, то його останні композиції все більше спираються на музичний мінімалізм і вільну імпровізацію.